# Miguel Berger

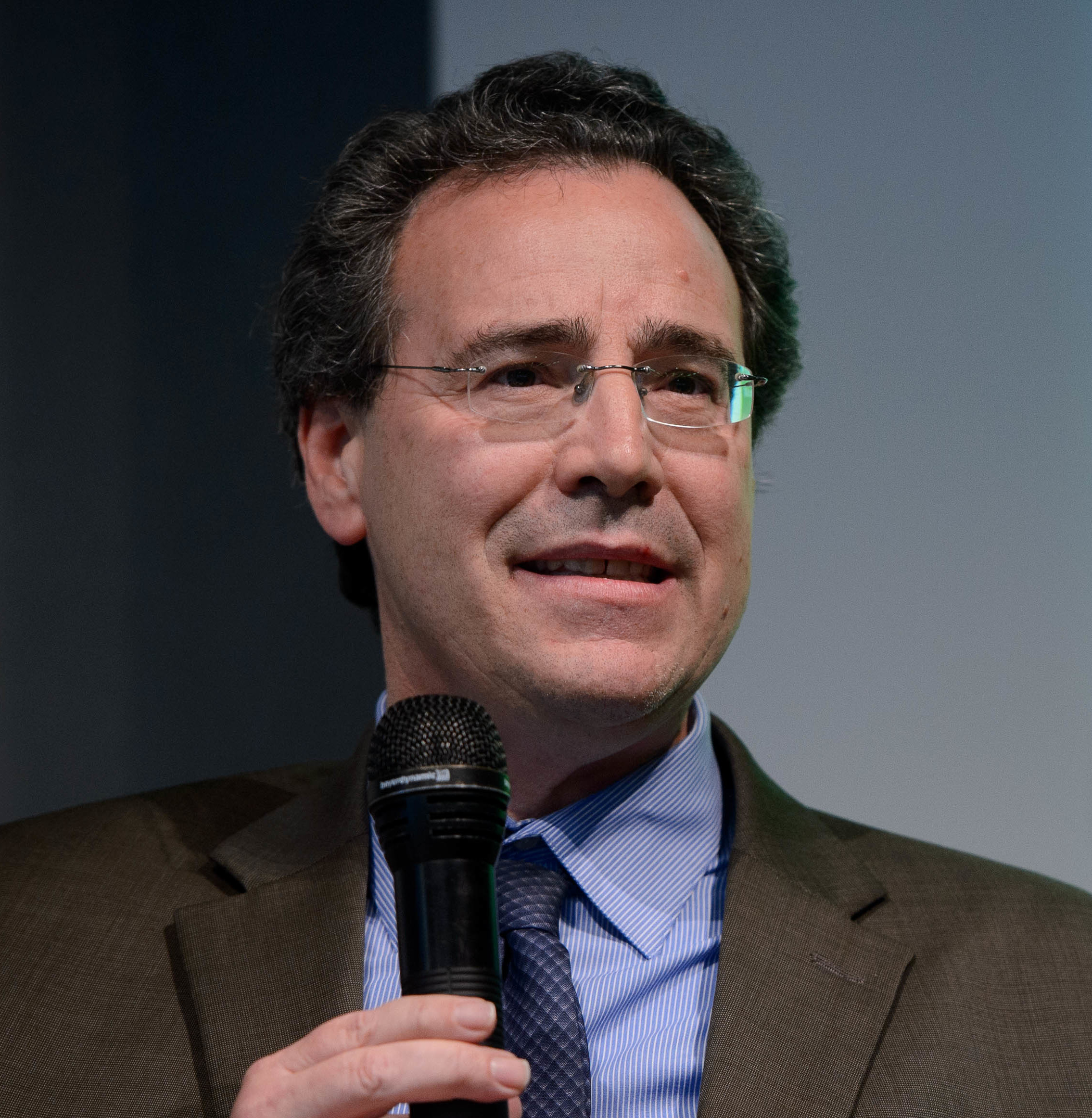
Miguel Berger, 2015

Miguel Berger (* 1961 in Madrid) ist ein deutscher Diplomat. Er war von 2022 bis 2025 Botschafter im Vereinigten Königreich und von 2020 bis 2021 Staatssekretär im Auswärtigen Amt.

## Leben
Berger studierte Volkswirtschaftslehre und trat 1988 in den deutschen diplomatischen Dienst ein. Nach seiner Ausbildung arbeitete er von 1990 bis 1993 als Referent für die deutschstämmige Minderheit an der Botschaft Bukarest. Von 1993 bis 1997 war er Referent für Presse und Politik an der Botschaft Mexiko-Stadt. Anschließend wechselte er in die Zentrale des Auswärtigen Amts. Dort war er von 1997 bis 1999 als Referent im Parlaments- und Kabinettsreferat in Bonn tätig, bevor im gleichen Referat von 1999 bis 2002 als Stellvertretender Leiter in Berlin am Werderschen Markt tätig war.
Von dort wechselte er nach New York, wo er bis 2004 Stellvertretender Leiter der Wirtschaftsabteilung in der Ständigen Vertretung bei den Vereinten Nationen war. Berger wurde danach Leiter des Vertretungsbüros in den Palästinensischen Gebieten, bevor er 2006 wieder in das Parlaments- und Kabinettsreferat wechselte, diesmal als Leiter. Von Juni 2010 bis Juli 2013 war er Stellvertretender Leiter bei der Ständigen Vertretung bei den Vereinten Nationen in New York und fungierte von September 2012 bis September 2013 als Vorsitzender im Haushalts- und Verwaltungsausschuss der 67. Generalversammlung der Vereinten Nationen. Deutschland war in diesem Zeitraum für zwei Jahre nichtständiges Mitglied im UN-Sicherheitsrat.
Im August 2013 wurde Berger Beauftragter für Globale Fragen sowie Energie- und Klimaaußenpolitik in Berlin, wechselte aber bereits im Juli 2014 die Abteilung und wurde Regionalbeauftragter für Nah- und Mittelost und Maghreb. Schließlich wurde er im Juli 2016 Leiter der Abteilung für Wirtschaft und nachhaltige Entwicklung, wo er unter anderem für das 2019 gegründete „Instrument zur Unterstützung von Handelsaktivitäten“ mit Iran (Instex) verantwortlich war.
Unter Außenminister Heiko Maas (SPD) wurde Berger am 4. Mai 2020 zum Staatssekretär ernannt. Sein Vorgänger Andreas Michaelis wechselte als Botschafter nach London. Als Staatssekretär war Berger zuständig für die beiden Politischen Abteilungen sowie die Europa-, Asien und Pazifikpolitik und den Krisenbeauftragten. Kurz nach ihrem Amtsantritt als Bundesministerin des Auswärtigen entschied Annalena Baerbock (Grüne) im Dezember 2021, Berger abzuberufen und seinen Vorgänger Andreas Michaelis, bisheriger deutscher Botschafter in London, wieder als Staatssekretär einzusetzen.
Berger wurde nun seinerseits Botschafter im Vereinigten Königreich und von Elisabeth II. am 7. Juli 2022 zur Überreichung des Beglaubigungsschreibens empfangen. Er amtierte bis August 2025.